# Среботник, Катарина
Катарина (Ката) Сребо́тник (словен. Katarina Srebotnik; род. 12 марта 1981 года в Словень-Градеце, СФРЮ) — словенская профессиональная теннисистка, бывшая первая ракетка мира в парном разряде. Шестикратная победительница турниров Большого шлема в женском и смешанном парных разрядах, победительница 43 турниров WTA (4 — в одиночном разряде).

## Общая информация
Катарина — младшая из двух дочерей Йозе и Златки Среботников; её сестру зовут Урска.
Любимое покрытие словенки — хард.

## Спортивная карьера

### Начало карьеры
В 14 лет Среботник выиграла престижный юниорский турнир Orange Bowl. Уже в 1995 году она приняла участие в своих первых профессиональных турнирах, а на следующий год выиграла турнир ITF в Исмаилии (Египет) и в одиночном, и в парном разряде. В 1997 году она выиграла ещё три турнира ITF в парном разряде и один — в одиночном. В 17 лет она стала победительницей Уимблдонского турнира среди девушек 1998 года и дошла до финала Открытого чемпионата США в том же году. Среботник закончила 1997 и 1998 год на втором месте в рейтинге девушек. В апреле 1998 года она выиграла и свой первый турнир WTA в Макарске, в паре с Тиной Крижан. Словенская пара дошла до второго круга на Открытом чемпионате Франции и на Уимблдоне, оба раза проиграв посеянным первыми соперницам, а потом дошла до финала турнира WTA в Мария-Ланковице (Австрия).
Спустя год пришла первая победа в одиночном разряде, в Оэйраше (Португалия), после которой Среботник вошла в число ста лучших теннисисток мира в одиночном разряде. После этого был завоёван первый титул в турнирах Большого шлема — вместе с Питом Норвалом (ЮАР) она выиграла Открытый чемпионат Франции в смешанном парном разряде. Очередным успехом стал выход в полуфинал на Уимблдоне в паре с Лизель Хорн, а после победы в Палермо (снова с Крижан) Ката вошла в сотню лучших и в парном разряде.
Хотя успех в одиночном разряде развить не удалось, и на следующий год Среботник выбыла из сотни сильнейших, в парах она снова победила в Оэйраше и ещё трижды играла в финалах турниров в Боле, Токио и Паттайе. На Олимпиаде в Сиднее их с Крижан сразу выбили из борьбы Елена Лиховцева и Анастасия Мыскина, а на турнирах Большого шлема они не проходили дальше второго круга, но место в сотне за собой Среботник сохранила и даже переместилась в число пятидесяти сильнейших. В 2001 году Среботник и Крижан снова ограничились выигрышем одного турнира, но ещё дважды играли в финалах, в том числе на турнире I категории в Торонто, а также в четвертьфинале Открытого чемпионата США, и в конце сезона приняли участие в итоговом турнире WTA-тура. В одиночном разряде Катарине удалось вернуться в сотню сильнейших, выиграв турнир ITF в Лексингтоне и дойдя до второго круга на двух турнирах Большого шлема.

### 2002—2005
В 2002 году в Акапулько Среботник выиграла второй в карьере турнир WTA и дошла до финала в Боготе. К Открытому чемпионату Франции она вошла в топ-50 в одиночном разряде, а в самом Париже дошла до четвёртого круга — результат, который ей в одиночном разряде на турнирах Большого шлема покорится ещё только дважды. Хотя в парах ей не удалось удлинить список своих титулов, они с Крижан дважды играли в финалах турниров, на Уимблдоне в третьем круге победили посеянных шестыми Роберту Винчи и Сандрин Тестю и второй год подряд обеспечили себе участие в итоговом турнире сезона. Наиболее значительного успеха Катарина достигла в миксте, выйдя с Бобом Брайаном в финал Открытого чемпионата США. Она была также признана самым полезным игроком профессиональной теннисной лиги World TeamTennis, где выступала за клуб «New York Hamptons». В 2003 году, опять с Брайаном, она выиграла этот турнир, завоевав второй титул Большого шлема в карьере. В женском парном разряде она снова выиграла один турнир, в Боготе с Осой Свенссон, а в одиночном — дошла до финала в Палермо. И там, и там она сохранила место в числе 50 сильнейших по итогам сезона. Она также дошла со сборной Словении до четвертьфинала Кубка Федерации — высшее достижение в истории сборной.
Большую часть 2004 года Среботник выступала с Крижан. Они снова вместе играли на Олимпиаде, но опять выбыли в первом круге. В одиночном разряде Катарина, занимавшая в рейтинге 81-ю строчку, проиграла во втором круге Алисии Молик, двадцать третьей в мире. С Крижан она дважды доходила до финалов, но единственный титул завоевала в конце года с Синобу Асагоэ. 2005 год она начала с победы в паре с Асагоэ на турнире в Окленде, а по ходу сезона выиграла ещё три турнира с француженкой Эмили Луа. Удачным год был для неё и в одиночном разряде: она выиграла турниры в Окленде и Стокгольме, а в Портороже вышла в финал. Она завершила сезон среди 25 сильнейших в парах и среди 50 сильнейших в одиночном разряде. В смешанных парах она дошла до финала Открытого чемпионата США с сербом Ненадом Зимоничем.

### 2006—2010
Успех в парном разряде Среботник удалось развить в 2006 году, когда она выиграла Открытый чемпионат Франции среди смешанных пар (с Зимоничем), выиграла два турнира II категории и впервые в карьере вышла в финал турнира Большого шлема в женском парном разряде. Это произошло на Открытом чемпионате США, где её партнёршей была Динара Сафина. В одиночном разряде она поднялась на высшую в карьере двадцатую позицию в рейтинге после выхода в финал турнира в Цинциннати. В 2007 году Среботник трижды играла в финалах турниров Большого шлема: в смешанных парах с Зимоничем во Франции и дважды — с Ай Сугиямой в женском парном разряде, во Франции и на Уимблдоне. На обоих турнирах им удавалось в полуфинале обыграть первую пару мира, Лизу Реймонд и Саманту Стосур. Год Среботник и Сугияма закончили попаданием в финал итогового турнира WTA-тура, где уступили Каре Блэк и Лизель Хубер, своим обидчицам на Уимблдоне.

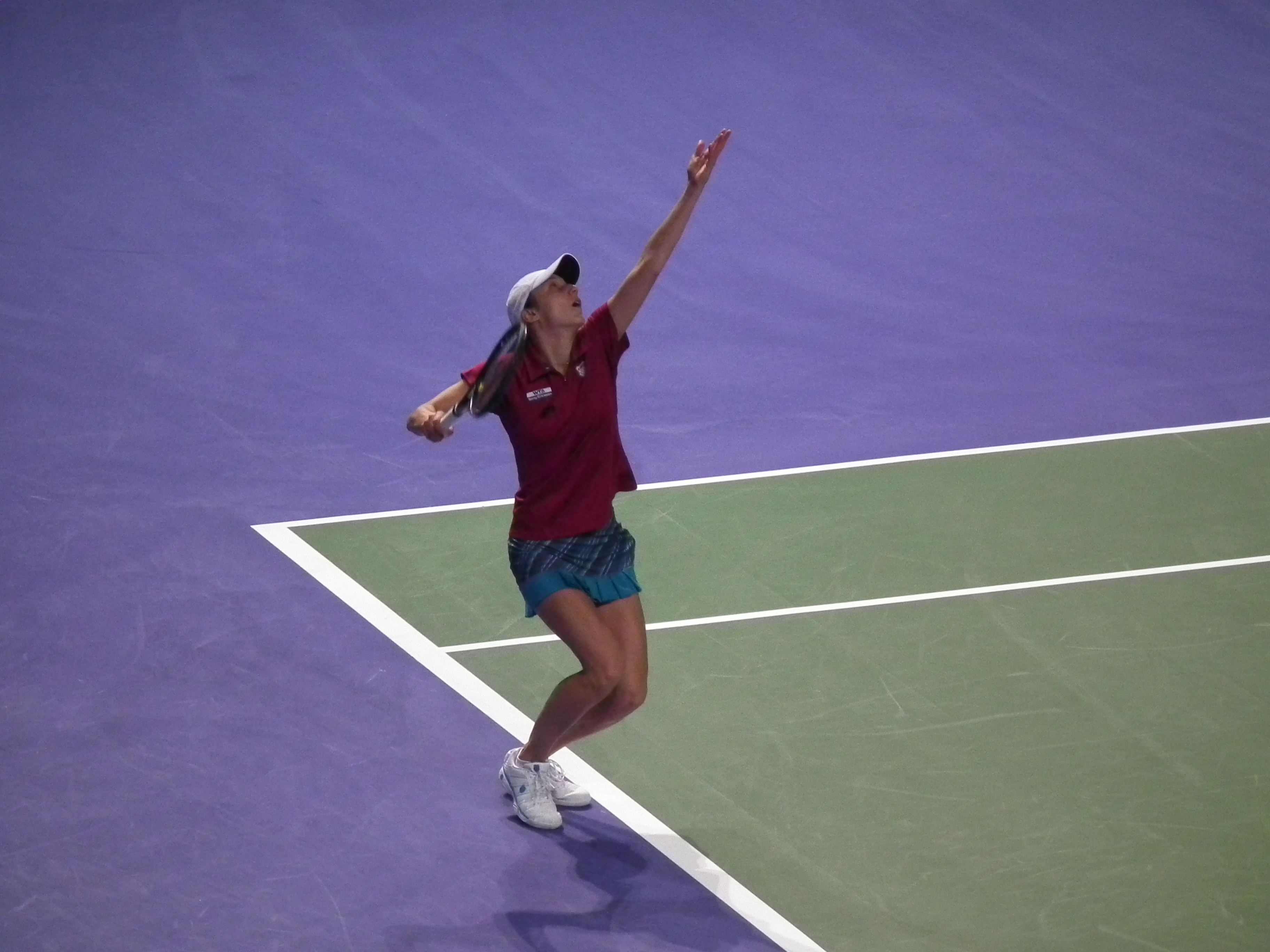
Катарина на итоговом турнире. 2011 год.

За 2008 год Среботник выиграла четыре турнира WTA, три из них — высшей, первой категории. Кубок Кремля она выиграла с Надеждой Петровой, а трёх остальных побед добилась с Сугиямой, и словенско-японская пара второй год подряд получила право на участие в итоговом турнире сезона, но там не сумела повторить прошлогодний успех. В смешанных парах Среботник дважды играла в финалах турниров Большого шлема, во Франции с Зимоничем, а на Уимблдонском турнире с Майком Брайаном, но победу в обоих случаях одерживал брат Майка, Боб. В одиночном разряде Ката дважды повторяла свой лучший результат на турнирах Большого шлема, выйдя в 1/8 финала сначала в Париже, а потом в Нью-Йорке, и закончила год в двадцатке сильнейших.
2009 год начался для Среботник неудачно: её участие в ряде турниров пришлось отменить из-за травм левой ноги. Она возобновила выступления только во второй половине года, проиграв свои матчи в одиночном разряде уже в первом круге в первых шести турнирах после возвращения. В парах она добилась успеха в своём четвёртом турнире, в Линце в паре с Анной-Леной Грёнефельд. В 2010 году она вначале дошла с Кветой Пешке до финала премьер-турнира в Дубае, а затем они выиграли турнир класса Premier Mandatory в Индиан-Уэлсе. На Открытом чемпионате Франции она в третий раз завоевала чемпионский титул в смешанных парах, из них второй раз с Зимоньичем, а с Пешке дошла до своего четвёртого финала женских пар, где они уступили Серене и Винус Уильямс. Среботник также сыграла ключевую роль в возвращении сборной Словении во вторую Мировую группу Кубка Федерации, выиграв все семь своих игр, как в парах, так и в одиночном разряде.

### 2011—2012
После ряда неудачных попыток возобновить на прежнем уровне одиночную карьеру, Катарина объявила в ноябре 2010 года о сосредоточении на выступлениях в парном разряде. Всего за год она сыграла в девяти финалах в женском парном разряде, включая итоговый турнир года, и победила в двух (оба с Пешке). Следующий сезон они начали с двух финалов подряд, один из которых, в Сиднее, выиграли. В смешанном парном разряде Среботник с начала 2011 года дважды вышла в финал турниров Большого шлема, победив в Мельбурне с Даниэлем Нестором и проиграв в Париже с Зимоничем, а затем с Пешке выиграла Уимблдонский турнир, впервые в карьере заняв после этого первую строчку в рейтинге теннисисток, выступающих в парном разряде.
Вторая половина года была проведена слабее: после титула в Карлсбаде Квета и Катарина на трёх следующих турнирах выиграли лишь три матча, причём на последнем соревновании в Нью-Хэйвене пара снялась с соревнования из-за взаимных проблем со здоровьем. На Открытом чемпионате США европейки дошли до четвертьфинала, где проиграли паре Кириленко / Петрова. Не вполне удачный, на фоне выступления основной соперницы — американки Лизель Хубер — отрезок привёл к потере звания первой ракетки мира. Позже осенью Пешке и Среботник выиграли титул на крупном соревновании WTA в Пекине и дошли до финала на Итоговом турнире. По итогам сезона ITF назвала европеек чемпионками мира в своём разряде. Катарина стала первой представительницей бывшей Югославии, получившей этот престижный приз.
Альянс с Кветой, казалось, вновь должен был вернуть Среботник на вершину, но тут вновь вмешалось здоровье словенки: Катарина вынуждена сняться уже во втором круге Открытого чемпионата Австралии из-за проблем с бедром. Вернуться в строй удаётся только в конце марта, но дуэт уже не показывает прежних результатов: поиграв вместе до конца травяного сезона пара распадается. Среботник ищет новую партнёршу, играя сначала с Надеждой Петровой, а затем с Чжэн Цзе. Оба альянса сходу оказываются весьма конкурентны: и с россиянкой и с китаянкой первый же турнир оканчивается выходом в титульный матч. До конца года Среботник в итоге играет с Чжэн, а на сезон-2013 договаривается о полноценном сотрудничестве с Петровой.
Игры с китаянкой приносят несколько полуфиналов, но решающий старт — на Открытом чемпионате США — пара заканчивает уже в первом круге, уступив не самой статусной паре. В конце года словенка также пробует сыграть с Ярославой Шведовой.

### 2013—2015
Запас уверенности, набранный в конце 2012 года, позволяет Катарине в 2013 году вернуться в число лидеров парного тенниса: альянс с Петровой долгое время уступал в стабильности результатов лишь тогдашнему лидеру парного рейтинга — итальянскому дуэту Сара Эррани / Роберта Винчи; девушки регулярно играли в решающих стадиях соревнований любого уровня, выиграли три турнира, но соревнованиях Большого шлема каждый раз им что-то мешало. Во второй половине сезона Надежда почти не играла из-за проблем с бедром и Катарина получила возможность сыграть с другими партнёршами. Наиболее продуктивным оказалось сотрудничество словенки с бывшей соотечественницей Еленой Янкович: сербка в том сезоне возвращалась к своей лучшей форме после продолжительного спада и в том числе отмечалась неплохими результатами в паре — на супертурнире в Торонто экс-югославский дуэт завоевал главный приз, переиграв в финале Квету Пешке и Анну-Лену Грёнефельд. Благодаря серии стабильных и качественных результатов Среботник некоторое время была третьей ракеткой мира, но к концу сезона опустилась на шестую строчку. К концу сезона она достигла юбилейного рубежа в 600 побед в женском парном разряде. С Петровой она приняла участие в итоговом чемпионате WTA, но в полуфинальной игре их вывели из борьбы будущие чемпионки Пэн Шуай и Се Шувэй. Блеснула Катарина в том году и в миксте: отлично сыгранная пара с Ненадом Зимоничем добралась до полуфинала на Уимблдоне, где уступила будущим чемпионам: Даниэлю Нестору и Кристине Младенович.
Успехи Среботник в 2014 году были скромней, чем в предыдущие сезоны, хотя начался он многообещающе. Среботник возобновила сотрудничество с Пешке и в начале года дошла с ней до полуфинала Открытого чемпионата Австралии, а сразу после этого — до финала в Дохе, по пути к которому они переиграли действующих лидеров мирового рейтинга — Винчи и Эррани. После этого, однако, началась череда поражений на ранних этапах, включая первый круг в Дубае и Шутгарте и второй (после пропущенного первого) в Мадриде. Только на Открытом чемпионате Италии Пешке и Среботник снова вышли в финал, где им должна была противостоять всё та же пара хозяек корта, но при счёте 4:0 по геймам, в которых итальянки взяли только одно очко, Эррани отказалась от дальнейшей борьбы в связи с травмой. Завоёванный титул стал десятым за время совместных выступлений Среботник и Пешке. После этого их успехи снова пошли на спад: на Открытом чемпионате Франции они уступили в четвертьфинале несеяным соперницам, а на Уимблдоне и трёх последующих турнирах снова проигрывали уже в первом матче. Несколько успешней сложился Открытый чемпионат США, где словенско-чешская пара снова добралась до четвертьфинала, проиграв там будущим финалисткам Мартине Хингис и Флавии Пеннетте. Хотя концовка сезона была практически полностью пропущена, успехи в его первой половине обеспечили Пешке и Среботник попадание в итоговый турнир года, где они в первом круге в очередной раз победили Винчи и Эррани, но в полуфинале проиграли будущим чемпионкам — Каре Блэк и Сане Мирзе. В итоге Среботник закончила год на десятом месте в парном рейтинге WTA.
В межсезонье Катарина вновь прервала сотрудничество с Пешке, попробовав в начале 2015 года сыграть в альянсе с француженкой Каролин Гарсией. Уже в первом турнире сезона, в Брисбене, они дошли до финала, обыграв по пути посеянных первыми Се Шувэй и Саню Мирзу. Некоторое время пара не могла найти свою игру, оступаясь на достаточно ранних этапах, но в апреле снова дошла до финала, теперь в Штутгарте, а в мае до полуфинала на Открытом чемпионате Италии, где их остановили Мирза и Мартина Хингис — к тому моменту первая пара мира. Свой первый совместный титул Среботник и Гарсия завоевали накануне Уимблдона, на травяном газоне премьер-турнира в Истборне, а позже дошли до финала турнира Premier 5 в Торонто после победы в полуфинале над Мирзой и Хингис. Турниры Большого шлема у пары не складывались — она проиграла в третьем круге на Открытых чемпионатах Австралии и Франции и во втором — на Уимблдоне, лишь на Открытом чемпионате США пробившись в четвертьфинал. Тем не менее она шестой обеспечила себе место в итоговом турнире года — в первый раз для Гарсии и в девятый для Среботник, но там выиграла только одну встречу на групповом этапе и в полуфинал не вышла. За сезон она также записала на свой счёт два четвертьфинала турниров Большого шлема в миксте и один полуфинал — на Открытом чемпионате Франции, где они с румыном Хорией Текэу проиграли будущим чемпионам Бетани Маттек-Сандс и Майку Брайану.

### 2016—2022
Сезон-2016 Катарина начала с новой партнёршей — Тимеей Бабош из Венгрии. Гарсия же в олимпийский год предпочла провести большинство турниров вместе с соотечественницей Кристиной Младенович. Однако всего после двух турниров с Бабош Среботник снова сменила партнёршу — теперь на корт с ней выходила румынка Андрея Клепач. Вместе они дошли до четвертьфинала на Открытом чемпионате Италии (после победы над второй сеяной парой Луция Шафаржова-Бетани Маттек-Сандс) и Открытом чемпионате США и до полуфиналов Открытого чемпионата Канады и турниров в Нью-Хейвене и Москве, что позволило Катарине завершить сезон на 27-м месте в парном рейтинге. В миксте Среботник побывала в четвертьфиналах Открытого чемпионата Австралии и Уимблдонского турнира.
В 2017 году в паре с Абигейл Спирс Среботник выиграла февральский премьер-турнир в Дохе, где они были посеяны четвёртыми, а затем весной дошла до финала турнира этого же уровня в Штутгарте. Однако начиная с Открытого чемпионата Франции пара начала терпеть поражения на ранних стадиях турниров, в Париже выбыв из борьбы во втором круге, а на Уимблдоне и Открытом чемпионате США — в первом. После Открытого чемпионата США Среботник играла с другими партнёршами, но это не улучшило её результаты: с июля по сентябрь она проиграла подряд восемь матчей первого круга, и лишь в октябре в Москве с Ольгой Савчук прошла на один этап дальше. Год Среботник окончила на 35-й позиции в рейтинге.
В начале февраля на турнире в Санкт-Петербурге Среботник в паре с Аллой Кудрявцевой дошли до финального раунда, но уступили титул дуэту Вера Звонарёва-Тимея Бачински. В апреле Среботник и Кудрявцева добились победы на премьер-турнире в Чарлстоне — это был второй титул словенки в этом соревновании. По пути к титулу они обыграли вторую и третью сеяные пары (Андреа Сестини Главачкова/Бетани Маттек-Сандс и Андрея Клепач/Мария Хосе Мартинес Санчес). В мае Среботник, уже в паре с Деми Схюрс, завоевала в Нюрнберге второй титул за сезон и 39-й за карьеру; на сей раз были обыграны пары, сеяные под вторым и первым номерами. На Открытом чемпионате Франции Среботник добралась до четвертьфинала после победы над Схюрс и Элизе Мертенс, посеянными под 12-м номером. Эти результаты вместе с четвертьфиналом в Монреале и полуфиналом в Линце обеспечили ей 22-е место в рейтинге по итогам сезона.
В январе 2019 года на Открытом чемпионате Австралии Среботник и Ракель Атаво дошли до четвертьфинала, но уступили будущим финалисткам, паре Тимея Бабош—Кристина Младенович. Помимо этого, лучшим результатом Среботник в сезоне был выход в полуфинал международного турнира в Нюрнберге (также с Атаво). Год словенка закончила на 58-м месте в рейтинге. За сокращённый из-за пандемии сезон 2020 года словенка успела выступить с несколькими разными партнёршами, но ни разу не пробивалась дальше второго круга и сохранила место в первой сотне рейтинга только благодаря учёту очков, набранных в 2019 году. Последний матч она сыграла осенью 2020 года на Открытом чемпионате Франции, где с Анной-Леной Фридзам проиграла в первом раунде.
Официально объявила о завершении игровой карьере в сентябре 2022 года, в 41 год, на турнире в Портороже у себя на родине, где уже не выступала.

## Выступления на турнирах
- Экс-1-я ракетка мира в парном разряде.
- 6-кратная победительница турниров Большого шлема (1 — в паре, 5 — в миксте).
- Трёхкратная финалистка Итогового чемпионата WTA (2007, 2010-11) в парном разряде.
- Победительница 43 турниров WTA (4 — в одиночном разряде).
- Экс-2-я ракетка мира в юниорском одиночном рейтинге.
- Экс-3-я ракетка мира в юниорском парном рейтинге.
- Победительница 1 юниорского турнира Большого шлема в одиночном разряде (Уимблдон-1998).
- Финалистка 1 юниорского турнира Большого шлема в одиночном разряде (Открытый чемпионат США-1998).
- Финалистка 3 юниорских турниров Большого шлема в парном разряде (Открытый чемпионат США-1996, Открытый чемпионат Франции, Уимблдон-1997).
- Финалистка одиночного турнира Orange Bowl (1996).
- Полуфиналистка парного турнира Orange Bowl (1996).